# 福州公交1路
福州公交1路是一条1949年开通的，由福州公交集团一公司运营的福州市区公交线路。该线路途径仓山区，台江区及鼓楼区。车队现有驾驶员46人，现场调度员6人，线路共有27辆空调大巴处于运营状态，停靠22个站点，全程11.5公里，是福州市运营最久、载客最多的公交线路。